# Antonio Mantovani
Antonio Mantovani (Virgilio, 13 novembre 1838 – Milano, 3 dicembre 1894) è stato un patriota italiano, partecipò alla Spedizione dei Mille di Garibaldi.

## Biografia
Era studente in Giurisprudenza all'Università di Pavia quando nel 1860 partecipò alla Spedizione dei Mille di Garibaldi.